# Harald Bildt
Harald Knut Clarence Bildt, född 31 augusti 1876 i Torquay, England, död 25 april 1947, var en svensk friherre och diplomat. Han var son till diplomaten Carl Bildt och bror till Didrik Bildt.
Harald Bildt blev legationsråd 1908, var tillförordnad chargé d’affaires i Buenos Aires 1909–1911, i Rom 1911–1919 och därefter envoyé över stat och generalkonsul och konsulardomare i Kairo 1922–1935. Bildt blev kammarherre vid kungliga hovstaterna 1912.

## Utmärkelser

### Svenska utmärkelser
- Konung Gustaf V:s jubileumsminnestecken med anledning av 70-årsdagen, 1928.[4]
- Kommendör med stora korset av Nordstjärneorden, 25 november 1933.[5]
- Kommendör av första klassen av Nordstjärneorden, 10 december 1926.[6]
- Riddare av Nordstjärneorden, 1911.[7]
- Kommendör av andra klassen av Vasaorden, 1 oktober 1920.[8]
- Rättsriddare av Johanniterorden i Sverige, tidigast 1931 och senast 1935.[4][9][10]
- Riddare av Johanniterorden i Sverige, tidigast 1921 och senast 1925.[11][12]

### Utländska utmärkelser
- Första klassen av Egyptiska Ismailorden, tidigast 1935 och senast 1940.[9][10]
- Första klassen av Egyptiska Nilorden, tidigast 1931 och senast 1935.[4][9]
- Storkorset av Etiopiska Menelik II:s orden, 1930.[4][13]
- Storkorset av Finlands Vita Ros’ orden, tidigast 1928 och senast 1930.[13][14]
- Storofficer av Kambodjas orden, tidigast 1910 och senast 1915.[3]
- Kommendör av Italienska Sankt Mauritius- och Lazarusorden, tidigast 1918 och senast 1921.[11][15]
- Kommendör av Italienska kronorden, tidigast 1910 och senast 1915.[3]
- Tredje klassen av Japanska Heliga skattens orden, tidigast 1910 och senast 1915.[3]
- Tredje klassen av Siamesiska Vita elefantens orden, tidigast 1910 och senast 1915.[3]
- Officer av Franska Hederslegionen, tidigast 1910 och senast 1915.[3]
- Riddare av Portugisiska Kristusorden, tidigast 1910 och senast 1915.[3]
- Riddare av Spanska Karl III:s orden, tidigast 1910 och senast 1915.
- Riddare av Preussiska Johanniterorden, tidigast 1918 och senast 1921.[11][15]